# 3882 Johncox
3882 Johncox este un asteroid din centura principală, descoperit pe 7 septembrie 1962 de Goethe Link Obs..